# Jaime Yrigoyen von der Heyde
Jaime Yrigoyen von der Heyde (Lima, 23 de enero de 1922 - id. 6 de enero de 1983) fue un abogado, historiador, escritor y periodista peruano.

## Biografía
Su padre fue Pedro Yrigoyen Diez Canseco, hijo de Manuel Yrigoyen Arias, canciller de la República, y María Mercedes Diez-Canseco y de Olazábal. Su madre fue Julia von der Heyde Peña, hija de Carlos Luis von der Heyde y Ugarteche, fundador del Jockey Club del Perú, y Julia Peña y Costas (nieta del presidente Manuel Costas Arce). Fue hermano del IV conde de Alastaya, Carlos Yrigoyen von der Heyde.
Cursó sus estudios universitarios en la Universidad Nacional Mayor de San Marcos, obteniendo el título de abogado.
Se casó en primeras nupcias con Rosa Larco de la Fuente (actualmente Condesa Potocka), con la que no tuvo descendencia. Se volvió a casar en segundas nupcias con Gladis Fernandini Wais, de cuyo matrimonio tuvieron dos hijos: Jaime y Pedro Yrigoyen Fernandini.
Falleció el 6 de enero de 1983, siendo enterrado en el mausoleo de la familia Yrigoyen en el Cementerio Presbítero Maestro.

## Obra literaria
- "El proceso de Núremberg y el Derecho Internacional"¹, publicado en Lima en el año 1955, editado en Talleres Gráficos P. L. Villanueva (Prólogo de Manuel Félix Maúrtua), Tema: El proceso de Núremberg 1945 - 1946;
- "El Proceso Pétain"¹, publicado en Lima en el año 1948 (Prólogo de Alfonso Tealdo), tema: Henri Philippe Pétain, 1856-1951 / Jurisprudencia - Francia / Guerra Mundial 1939-1945 - Francia.

## Obra periodística
Autor de publicaciones periodísticas en el diario "La Prensa"¹ de Lima, Perú: 
- "Una ruptura Extemporánea" (19 de abril de 1978), Tema: Perú - Relaciones Exteriores - Bolivia / Perú - Relaciones Exteriores - Chile / Bolivia - Relaciones Exteriores - Chile / Chile - Relaciones Exteriores - Bolivia;
- "¿Se Repite la Historia?" (6 de mayo de 1978), Tema: Argentina - Relaciones Exteriores - Chile / Bolivia - Relaciones Exteriores - Chile;
- "La Verdad Histórica" (26 de mayo de 1978), Tema: Bolivia - Relaciones Exteriores - Chile / Chile - Relaciones Exteriores - Bolivia;
- "La Luz en la Historia" (3 de julio de 1978), Tema: América Latina - Historia / Perú - Historia - Guerra con Chile (1879-1883) / Perú - Límites - Chile / Bolivia - Límites - Chile / Argentina - Límites - Chile;
- "Chile: Entre la Guerra y la Paz" (16 de julio de 1978), Resumen: Conmemoración del Centenario de la Guerra del Pacífico, Tema: Perú - Historia - Guerra con Chile, 1879-1883 - Aniversarios, etc.;
- "¿A Donde Va Pinochet?" (5, 6, y 14 de agosto de 1978), Tema: Chile - Política y Gobierno - Siglo XX;
- "El Pasado en el Presente de Tacna", (30 de agosto de 1978), Tema: Tacna Perú: Departamento) - Historia;
- "La Fuerza de la Razón" (17 de septiembre de 1978), Tema: Argentina - Límites - Chile / Chile - Límites - Argentina / Canal de Beagle (Argentina y Chile);
- "El Laudo Británico ante la Historia" (3 de octubre de 1978), Tema: Canal de Beagle (Argentina y Chile) / Chile - Relaciones Exteriores - Argentina / Argentina - Relaciones Exteriores - Chile;
- "La Necesaria Información", (11 nov. 1978), Tema: Beagle, Canal de Argentina y Chile / Chile - Relaciones Exteriores - Argentina / Argentina - Relaciones Exteriores - Chile;
- "Principio Oceánico, Principio de Honor" (30 nov. 1978), Tema: Canal de Beagle (Argentina y Chile);
- "Biopsia del Beagle - Nulidad Jurídica del Leudo" (8 feb. 1979), Tema: Relaciones Internacionales y Canal de Beagle (Argentina y Chile);
- "La Misión de Lavalle y el Canciller Yrigoyen" (17 feb. 1979), Tema: José Antonio de Lavalle, (1833-1893), Mi Misión en Chile en 1879 / Perú - Relaciones Exteriores - Chile / Chile - Relaciones Exteriores - Perú / Perú - Historia - Guerra con Chile (1879-1883), Nota: en torno al artículo publicado en el diario El Comercio de Lima, Perú, por el Sr. Héctor López Martínez, comentando el libro "Mi Misión en Chile en 1879" de José Antonio de Lavalle, bajo el título del "Olvido del Canciller Yrigoyen";
- "Arica: La Gesta y el Gesto" (7 jun. 1979), Tema: Batalla de Arica (1880);
- "La Intelectual Declaración de los Intelectuales" (2 sep. 1979), Tema: Intelectuales - Perú / Guerra del Pacífico (1879-1884) Perú;

En el diario "El Comercio"¹ de Lima, Perú: 
- "El Problema de la Inmigración" (6 abr. 1953), Tema: Emigración e Inmigración.

## Árbol genealógico
|  |                                                    |  |  |  |  |  |  |  |  |  |  |  |  |  |  |  |
|  | 16. José de Yrigoyen y Zenteno                     |  |  |  |  |  |  |  |  |  |  |  |  |  |  |  |
|  |                                                    |  |  |  |  |  |  |  |  |  |  |  |  |  |  |  |
|  |                                                    |  |  |  |  |  |  |  |  |  |  |  |  |  |  |  |
|  | 8. Pedro de Yrigoyen y Loyola                      |  |  |  |  |  |  |  |  |  |  |  |  |  |  |  |
|  |                                                    |  |  |  |  |  |  |  |  |  |  |  |  |  |  |  |
|  |                                                    |  |  |  |  |  |  |  |  |  |  |  |  |  |  |  |
|  | 17. Ángela Rudecinda Loyola y Escobar              |  |  |  |  |  |  |  |  |  |  |  |  |  |  |  |
|  |                                                    |  |  |  |  |  |  |  |  |  |  |  |  |  |  |  |
|  |                                                    |  |  |  |  |  |  |  |  |  |  |  |  |  |  |  |
|  | 4. Manuel Yrigoyen Arias                           |  |  |  |  |  |  |  |  |  |  |  |  |  |  |  |
|  |                                                    |  |  |  |  |  |  |  |  |  |  |  |  |  |  |  |
|  |                                                    |  |  |  |  |  |  |  |  |  |  |  |  |  |  |  |
|  | 18. Joaquín Arias                                  |  |  |  |  |  |  |  |  |  |  |  |  |  |  |  |
|  |                                                    |  |  |  |  |  |  |  |  |  |  |  |  |  |  |  |
|  |                                                    |  |  |  |  |  |  |  |  |  |  |  |  |  |  |  |
|  | 9. Josefa Arias y Larrea                           |  |  |  |  |  |  |  |  |  |  |  |  |  |  |  |
|  |                                                    |  |  |  |  |  |  |  |  |  |  |  |  |  |  |  |
|  |                                                    |  |  |  |  |  |  |  |  |  |  |  |  |  |  |  |
|  | 19. Rosario de Larrea Mendoza y Beingolea          |  |  |  |  |  |  |  |  |  |  |  |  |  |  |  |
|  |                                                    |  |  |  |  |  |  |  |  |  |  |  |  |  |  |  |
|  |                                                    |  |  |  |  |  |  |  |  |  |  |  |  |  |  |  |
|  | 2. Pedro Manuel Yrigoyen Diez-Canseco              |  |  |  |  |  |  |  |  |  |  |  |  |  |  |  |
|  |                                                    |  |  |  |  |  |  |  |  |  |  |  |  |  |  |  |
|  |                                                    |  |  |  |  |  |  |  |  |  |  |  |  |  |  |  |
|  | 20. Manuel Josep Diez-Canseco Nieto                |  |  |  |  |  |  |  |  |  |  |  |  |  |  |  |
|  |                                                    |  |  |  |  |  |  |  |  |  |  |  |  |  |  |  |
|  |                                                    |  |  |  |  |  |  |  |  |  |  |  |  |  |  |  |
|  | 10. Manuel José Diez-Canseco Corbacho              |  |  |  |  |  |  |  |  |  |  |  |  |  |  |  |
|  |                                                    |  |  |  |  |  |  |  |  |  |  |  |  |  |  |  |
|  |                                                    |  |  |  |  |  |  |  |  |  |  |  |  |  |  |  |
|  | 21. María de las Mercedes Sánchez-Corbacho y Abril |  |  |  |  |  |  |  |  |  |  |  |  |  |  |  |
|  |                                                    |  |  |  |  |  |  |  |  |  |  |  |  |  |  |  |
|  |                                                    |  |  |  |  |  |  |  |  |  |  |  |  |  |  |  |
|  | 5. María Mercedes Diez-Canseco y Olazábal          |  |  |  |  |  |  |  |  |  |  |  |  |  |  |  |
|  |                                                    |  |  |  |  |  |  |  |  |  |  |  |  |  |  |  |
|  |                                                    |  |  |  |  |  |  |  |  |  |  |  |  |  |  |  |
|  | 22. Francisco de Olazábal y Abril                  |  |  |  |  |  |  |  |  |  |  |  |  |  |  |  |
|  |                                                    |  |  |  |  |  |  |  |  |  |  |  |  |  |  |  |
|  |                                                    |  |  |  |  |  |  |  |  |  |  |  |  |  |  |  |
|  | 11. María Gabina de Olazábal y Abril               |  |  |  |  |  |  |  |  |  |  |  |  |  |  |  |
|  |                                                    |  |  |  |  |  |  |  |  |  |  |  |  |  |  |  |
|  |                                                    |  |  |  |  |  |  |  |  |  |  |  |  |  |  |  |
|  | 23. Martina de Abril y Olazábal                    |  |  |  |  |  |  |  |  |  |  |  |  |  |  |  |
|  |                                                    |  |  |  |  |  |  |  |  |  |  |  |  |  |  |  |
|  |                                                    |  |  |  |  |  |  |  |  |  |  |  |  |  |  |  |
|  | 1. Jaime Yrigoyen von der Heyde                    |  |  |  |  |  |  |  |  |  |  |  |  |  |  |  |
|  |                                                    |  |  |  |  |  |  |  |  |  |  |  |  |  |  |  |
|  |                                                    |  |  |  |  |  |  |  |  |  |  |  |  |  |  |  |
|  | 24. Sophus von der Heyde Wiegmann                  |  |  |  |  |  |  |  |  |  |  |  |  |  |  |  |
|  |                                                    |  |  |  |  |  |  |  |  |  |  |  |  |  |  |  |
|  |                                                    |  |  |  |  |  |  |  |  |  |  |  |  |  |  |  |
|  | 12. Karl Alexander von der Heyde Meyer             |  |  |  |  |  |  |  |  |  |  |  |  |  |  |  |
|  |                                                    |  |  |  |  |  |  |  |  |  |  |  |  |  |  |  |
|  |                                                    |  |  |  |  |  |  |  |  |  |  |  |  |  |  |  |
|  | 25. Rebeca Adelheid Meyer                          |  |  |  |  |  |  |  |  |  |  |  |  |  |  |  |
|  |                                                    |  |  |  |  |  |  |  |  |  |  |  |  |  |  |  |
|  |                                                    |  |  |  |  |  |  |  |  |  |  |  |  |  |  |  |
|  | 6. Carlos Luis von der Heyde y Ugarteche           |  |  |  |  |  |  |  |  |  |  |  |  |  |  |  |
|  |                                                    |  |  |  |  |  |  |  |  |  |  |  |  |  |  |  |
|  |                                                    |  |  |  |  |  |  |  |  |  |  |  |  |  |  |  |
|  | 26. Juan Antonio de Ugarteche y Posadas            |  |  |  |  |  |  |  |  |  |  |  |  |  |  |  |
|  |                                                    |  |  |  |  |  |  |  |  |  |  |  |  |  |  |  |
|  |                                                    |  |  |  |  |  |  |  |  |  |  |  |  |  |  |  |
|  | 13. María Josefa Ugarteche y Gutiérrez-Cossío      |  |  |  |  |  |  |  |  |  |  |  |  |  |  |  |
|  |                                                    |  |  |  |  |  |  |  |  |  |  |  |  |  |  |  |
|  |                                                    |  |  |  |  |  |  |  |  |  |  |  |  |  |  |  |
|  | 27. María Joaquina Gutiérrez de Cossío             |  |  |  |  |  |  |  |  |  |  |  |  |  |  |  |
|  |                                                    |  |  |  |  |  |  |  |  |  |  |  |  |  |  |  |
|  |                                                    |  |  |  |  |  |  |  |  |  |  |  |  |  |  |  |
|  | 3. Julia von der Heyde Peña                        |  |  |  |  |  |  |  |  |  |  |  |  |  |  |  |
|  |                                                    |  |  |  |  |  |  |  |  |  |  |  |  |  |  |  |
|  |                                                    |  |  |  |  |  |  |  |  |  |  |  |  |  |  |  |
|  | 14. José María Peña                                |  |  |  |  |  |  |  |  |  |  |  |  |  |  |  |
|  |                                                    |  |  |  |  |  |  |  |  |  |  |  |  |  |  |  |
|  |                                                    |  |  |  |  |  |  |  |  |  |  |  |  |  |  |  |
|  | 7. Julia Peña y Costas                             |  |  |  |  |  |  |  |  |  |  |  |  |  |  |  |
|  |                                                    |  |  |  |  |  |  |  |  |  |  |  |  |  |  |  |
|  |                                                    |  |  |  |  |  |  |  |  |  |  |  |  |  |  |  |
|  | 15. Manuela Costas Arce                            |  |  |  |  |  |  |  |  |  |  |  |  |  |  |  |
|  |                                                    |  |  |  |  |  |  |  |  |  |  |  |  |  |  |  |
|  |                                                    |  |  |  |  |  |  |  |  |  |  |  |  |  |  |  |